# Áilgenán mac Donngaile
Áilgenán mac Donngaile (mort 853) est un  roi de Munster issu des Eóganacht Chaisil une branche des Eóganachta, la dynastie régnante du  Munster. Il appartient au  Clann Faílbe un sept de cette lignée et il est le petit-fils de Tnúthgal mac Donngaile (mort en 820), que certaines sources considèrent comme un roi de Munster. Cette branche de la dynastie avait ses domaines au Cashel région du comté de  Tipperary. Il règne de 851 à  853,.

## Contexte
Les Danois arrivent en  Irlande en 849 et prennent le contrôle de Dublin en 851. D'autres bandes éparses de Scandinaves viennent piller différentes régions d'Irlande et une rivalité commence entre ces deux groupes de Vikings. Les rois irlandais  mettent à profit ces rivalités dans leurs propres conflits. Les Annales fragmentaires d'Irlande notent deux défaites des Vikings scandinaves par les « Hommes de Munster » en 852, bien que la date reste incertaine. Les Arada Cliach de Cliu (est du comté de Limerick) défont les Scandinaves et les Ciarraige remportent une victoire sur les Scandinaves à Belach Conglais, près Cork.
Après la mort d'Áilgenán en 853 il semble qu'il eut un interrègne avant que son frère Máel Gualae mac Donngaile (mort en 859) prenne sa succession en 856. L'arrière-petit-fils d'Áilgenán, Fer Gráid mac Cléirig (mort en 961) fut également roi de Munster

## Sources
- (en) Francis John Byrne, Irish Kings and High-Kings, Londres, Batsford, 1973, 342 p. (ISBN 0-7134-5882-8)
- (en) T.W Moody, F.X. Martin, F.J. Byrne, A New History of Ireland IX Maps, Genealogies, Lists. A companion to Irish History part II, Oxford, Oxford University Press, 2011, 690 p. (ISBN 978-0-19-959306-4)